# 熊出没·伴我“熊芯”
《熊出没·伴我“熊芯”》是一部2023年中国科幻喜剧動畫電影，講述年幼的熊大熊二在一場森林大火中失去了母親，多年後，光头强带著牠們前往振兴岛参观机器人研究所，卻意外獲得熊妈妈的消息。本片為《熊出没》系列電影的第九部作品，由林永长和邵和麒執導，定檔2023年1月22日（大年初一）中國院線上映。

## 配音員
中国大陆：
- 张秉君聲演熊二
  - 张茗聲演幼儿熊二
- 张伟聲演熊大
- 谭笑聲演光头强
- 缪莹莹聲演熊妈妈
- 贾晨露聲演苏洛／幼儿熊大
- 聂吉轩聲演东海
- 王天昊聲演南洋
- 王思雨聲演苏洛妈妈

台灣：
- 喬資淯聲演熊二
- 王辰驊聲演熊大
- 林柏昱聲演光头强
- 連思宇聲演熊妈妈
- 吳佳樺聲演苏洛

## 音樂
電影主題曲〈星闪闪月弯弯〉由郁可唯演唱。2023年1月4日發布MV。

## 發行
《熊出没·伴我“熊芯”》定檔2023年1月22日（大年初一）春節檔在中國院線上映。

## 外部連結
- 豆瓣电影上《熊出没·伴我“熊芯”》的資料 （简体中文）